# Додж (Північна Дакота)
Додж (англ. Dodge) — місто (англ. city) в США, в окрузі Данн штату Північна Дакота. Населення — 89 осіб (2020).

## Географія
Додж розташований за координатами 47°18′19″ пн. ш. 102°12′9″ зх. д. / 47.30528° пн. ш. 102.20250° зх. д. (47.305322, -102.202380).  За даними Бюро перепису населення США в 2010 році місто мало площу 1,21 км², з яких 1,21 км² — суходіл та 0,00 км² — водойми.

## Демографія
Згідно з переписом 2010 року, у місті мешкало 87 осіб у 43 домогосподарствах у складі 23 родин. Густота населення становила 72 особи/км².  Було 67 помешкань (55/км²).
Расовий склад населення:
| - 89,7 % — білих - 9,2 % — корінних американців |

До двох чи більше рас належало 1,1 %. Частка іспаномовних становила 1,1 % від усіх жителів.
За віковим діапазоном населення розподілялося таким чином: 18,4 % — особи молодші 18 років, 49,4 % — особи у віці 18—64 років, 32,2 % — особи у віці 65 років та старші. Медіана віку мешканця становила 54,3 року. На 100 осіб жіночої статі у місті припадало 93,3 чоловіків;  на 100 жінок у віці від 18 років та старших — 108,8 чоловіків також старших 18 років.
Медіана доходів становила 52 500 доларів для чоловіків та 24 688 доларів для жінок. За межею бідності перебувало 27,8 % осіб, у тому числі 41,0 % дітей у віці до 18 років та 34,8 % осіб у віці 65 років та старших.
Цивільне працевлаштоване населення становило 51 особа. Основні галузі зайнятості: роздрібна торгівля — 29,4 %, мистецтво, розваги та відпочинок — 25,5 %, публічна адміністрація — 9,8 %, науковці, спеціалісти, менеджери — 9,8 %.